# W no higeki
Pour plus de détails, voir Fiche technique et Distribution.
W no higeki (Wの悲劇) est un film japonais réalisé par Shin'ichirō Sawai, sorti en 1984.

## Synopsis
Une riche famille se déchire à la suite du meurtre de son patriarche dont l'héritière est accusée.

## Fiche technique
- Titre : W no higeki
- Titre original : Wの悲劇
- Réalisation : Shin'ichirō Sawai
- Scénario : Haruhiko Arai et Shin'ichirō Sawai d'après le roman de Shizuko Natsuki
- Musique : Joe Hisaishi
- Photographie : Seizō Sengen
- Décors : Tadayuki Kuwana
- Montage : Kiyoaki Saitō
- Son : Fumio Hashimoto (ja)
- Production : Ryoji Ito, Mitsuru Kurosawa et Tsuneo Seto
- Société de production : Kadokawa Haruki Jimusho
- Pays de production :  Japon
- Langue originale : japonais
- Format : couleur - 1,85:1 - 35 mm
- Genre : drame
- Durée : 108 minutes
- Dates de sortie : 
  - Japon : 15 décembre 1984[1]

## Distribution
- Hiroko Yakushimaru : Shizuka Mita
- Yoshiko Mita : Sho Hajima
- Masanori Sera : Akio Moriguchi
- Kōjirō Kusanagi : Yoshikazu Kiuchi
- Yoshie Minami : Chieko Yasue
- Kunihiko Mitamura : Jun Godai
- Noboru Nakaya : Ryozo Dohara
- Yukio Ninagawa : Abe, le directeur du théâtre
- Mariko Nonaka : Toshiko hayashi
- Akiko Shikata : Kimiko Miyashita
- Kōji Shimizu : Hideo Mineta
- Jin'ichirō Sudō : le paparazzi
- Miho Takagi (ja) : Kaori Kikuchi

## Distinctions
Sauf indication contraire, les informations mentionnées dans cette section peuvent être confirmées par la base de données cinématographiques IMDb,  présente dans la section « Liens externes ».

### Récompenses
- Japan Academy Prize 1985 : film le plus populaire et performance la plus populaire pour Hiroko Yakushimaru[2]
- Japan Academy Prize 1986 : meilleur réalisateur pour Shin'ichirō Sawai (conjointement pour son film Sōshun monogatari), meilleur second rôle féminin pour Yoshiko Mita (conjointement pour sa performance dans Haru no kane) et meilleur son pour Fumio Hashimoto (ja) (conjointement pour son travail sur cinq autres films)[3]
- Blue Ribbon Awards 1985 : meilleur actrice pour Hiroko Yakushimaru et meilleure actrice dans un second rôle pour Yoshiko Mita (conjointement pour sa performance dans Jo no mai)[4]
- Kinema Junpō Awards 1985 : meilleure actrice dans un second rôle pour Yoshiko Mita et meilleur scénario pour Haruhiko Arai et Shin'ichirō Sawai[5]
- Prix du film Mainichi 1985 : meilleur film, meilleure actrice dans un second rôle pour Yoshiko Mita (conjointement pour sa performance dans Jo no mai) et meilleur scénario pour Haruhiko Arai et Shin'ichirō Sawai[6]

### Nominations
- Japan Academy Prize 1986 : meilleur film, meilleur scénario pour Haruhiko Arai et Shin'ichirō Sawai et meilleure actrice pour Hiroko Yakushimaru[3]